# Iglesia de la Asunción de Nuestra Señora (Santa Cruz de Campezo)
La iglesia de Nuestra Señora, está situada en Santa Cruz de Campezo, en el municipio de Campezo (Álava, España).

## Descripción

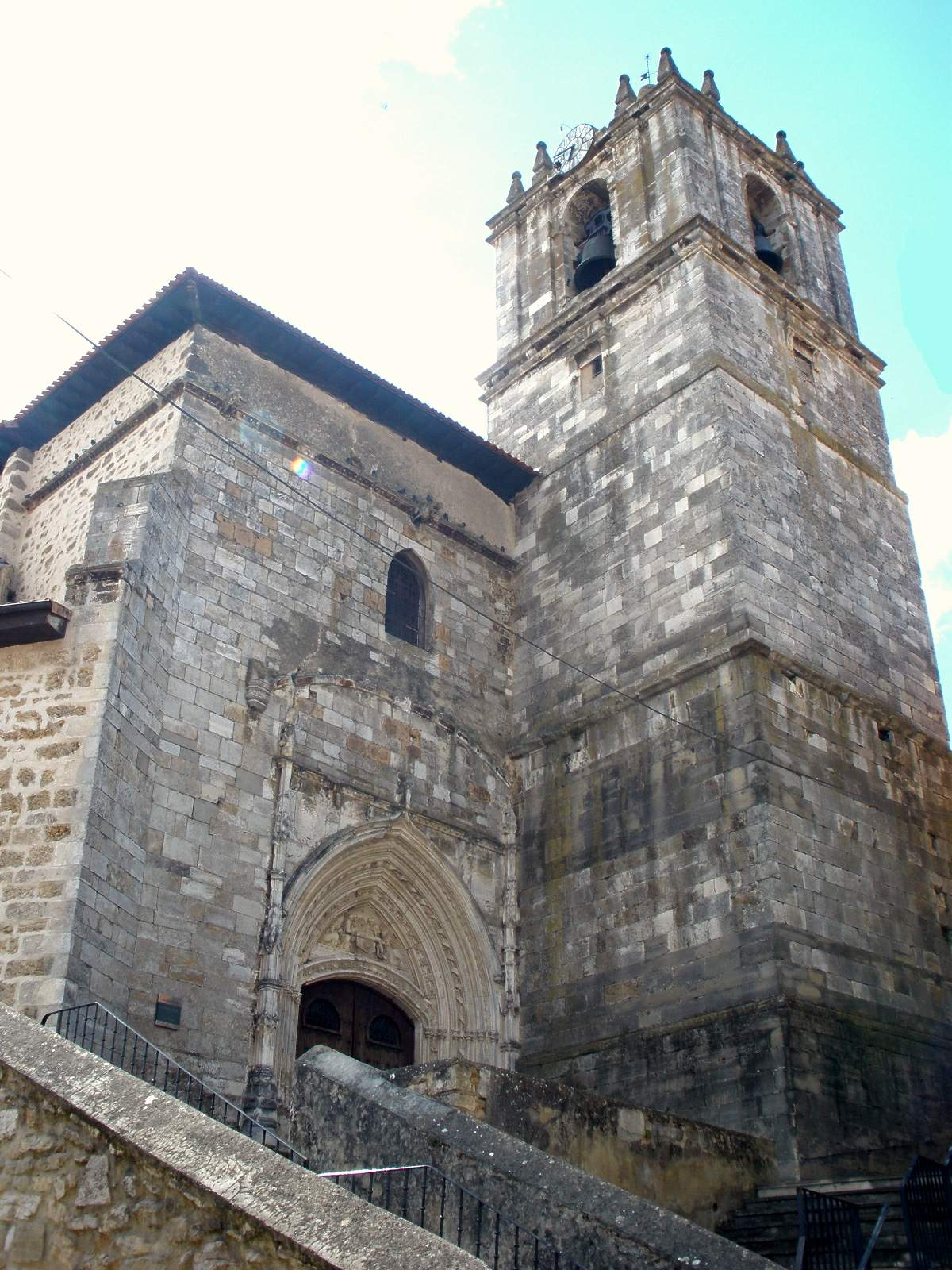
Iglesia de la Asunción de Nuestra Señora, Santa Cruz de Campezo

Santa Cruz de Campezo es uno de los principales centros de población de la provincia de Álava desde tiempo inmemorial. Existen datos de presencia romana en la localidad. En el siglo XII fue importante plaza de armas, citada por fueros y privilegios. En el centro de casco histórico, a media ladera, se encuentra la iglesia de Nuestra Señora, también llamada de la Asunción de Nuestra Señora. La trama del casco histórico es la típica de fundación medieval, con marcada lotización, alineación de manzanas en el sentido de las curvas de nivel y restos del trazado de la antigua muralla.
La distancia entre las viviendas y la iglesia es mínima, habiendo estado incluso adosada a las manzanas de edificaciones por la zona de la sacristía. Para poder acceder al templo, y salvar las diferencias de nivel entre calles, existe un sistema de escaleras que ascienden hasta la plataforma situada frente al actual pórtico. Curiosamente, y en contra de lo usual, el pórtico se encuentra ubicado al norte. Seguramente por esta razón, existe otra portada, sin pórtico, al oeste, que accede a la iglesia por el fondo de la misma. 
La volumetría exterior del conjunto eclesial se compone de la nave principal, la torre, la sacristía y el pórtico. La fábrica principal, fechada en el siglo XIV, es de planta de salón y dispone de cuatro capillas en la nave y tres en el presbiterio. El cabecero es poligonal de cinco lados, cubierto con bóveda nervada en abanico, la cual se apoya en medias columnas con capiteles vegetales. La nave va cubierta con bóvedas nervadas apoyadas sobre pilares fasciculados, algunos lisos y otros con motivos vegetales, adornos de animales o figuras humanas. Los nervios transversales se apean sobre ménsulas decoradas con figuras humanas y motivos vegetales.
La bóveda situada sobre el coro es de construcción posterior, decorada con nervaduras curvadas, rosetas en las claves, capiteles y elementos geométricos. Probablemente fuera construida en el siglo XVI. 
El coro, renacentista, de gran arco rebajado apeado sobre pilastras muy decoradas. Existen motivos muy similares a la portada oeste. Sin embargo, las enjutas de los arcos presentan decoración plateresca avanzada, con ramaje, espirales y grandes grutescos. Siglo XVI. Según Micaela Portilla es obra de Domingo de Guevara. La bóveda del bajo coro es nervada con forma de estrella y florones en las claves. Es obligatorio destacar la maravillosa sillería coral, tallada a finales del siglo XVIII. Consta de trece puestos, en los que aparecen escenas del Salvador y los apóstoles. También se reflejan aspectos paisajísticos, decoración de rocalla y figuras fantásticas.
Las capillas, con pequeñas diferencias entre unas y otras, se encuentran cubiertas por bóvedas nervadas en diagonal, apoyadas sobre repisas con ornamento vegetal y rostros humanos. La parte superior de las capillas del lado norte forman un pequeño triforio que llega hasta el ábside.
El exterior presenta caracteres góticos arcaicos, con fuerte influencia románica. En este sentido llama la atención la fachada sur, en la que se aprecian fases constructivas diferentes. Una primera fase, corresponde al ábside y las capillas laterales hasta la altura de los canes y cornisa existentes, es donde la influencia románica es más clara. Los contrafuertes del cabecero se rematan en tejados a dos aguas, disponiendo en la poligonal de ventanales de gran derrame, muy apuntados. Sobre los contrafuertes y ventanales corre una cornisa con canes sin decorar, que se prolonga y aprecia en distintos puntos de la fábrica, de manera interrumpida.
Una segunda fase se destaca por la presencia de un contrafuerte en diagonal. Corresponde con la longitud de la iglesia antes de construir el coro. Una tercera fase sería la que corresponde con el tramo del coro. Coincidiendo con esta fase o alguna de las anteriores, o incluso en fase independiente, se aprecia el recrecido en altura de los muros perimetrales, de manera que permite colocar las cerchas de madera salvando las bóvedas. Al oeste se encuentra la portada más importante, gótica avanzada de principios del siglo XVI. Consta de arco ojival enmarcado en alfiz con hilera de bolas y apoyado en pilastras rematadas en pináculos. El arco está compuesto por seis pares de baquetones muy finos, rematados por capiteles con decoración vegetal. El último baquetón termina en arco conopial. El tímpano presenta motivos en relieve del Santo Entierro. La portada norte, dentro del pórtico, es del mismo estilo, aunque algo más sencilla. El tímpano se encuentra decorado con motivos de la Piedad.
La sacristía, de estilo neoclásico, es de planta de cruz griega y cúpula sobre pechinas. Destaca la cajonería del siglo XVIII, que ocupa tres de los lados de la sala.
La torre, del siglo XVII, de piedra de sillería, maciza hasta el cuerpo de campanas, el cual se abre en cuatro huecos de medio punto, rematado por cúpula coronada por pequeño cuerpo cónico. El retablo mayor, de finales del siglo XVII o principios del XVIII, se encuentra compuesto por banco, cuerpo y remate; dividido en tres calles por cuatro columnas salomónicas doradas y muy decoradas. El cuerpo principal contiene la imagen de la Virgen de la Asunción y las tallas de San Pedro y San Pablo. Además del retablo mayor existen otros de buenas características en las capillas laterales. Junto a ellos nos encontramos un sepulcro, gótico avanzado, de personaje revestido con perro a sus pies y blasones de Santa Cruz, elementos que se repiten en la clave de la bóveda. 